# 疏齿铁角蕨
疏齿铁角蕨（学名：Asplenium wrightioides）为铁角蕨科铁角蕨属下的一个种。

## 扩展阅读
- 維基物種上的相關：疏齿铁角蕨